# Francesco Antonio Arena
Francesco Antonio Arena (ur. 27 marca 1889 w Pizzoni, zm. 28 stycznia 1945 w Rosku) – włoski generał, uczestnik obu wojen światowych.

## Życiorys
W latach 1915–1918 służył jako porucznik w pułku włoskich wojsk górskich. Walczył pod Isonzo oraz podczas niemieckiej ofensywy pod Caporetto. Podczas agresji na Grecję w 1940 r. w stopniu pułkownika dowodził jednym z pułków w Dywizji Górskiej „Julia”. Następnie objął komendę nad Dywizją „Pasubio” wchodzącą w skład Sił Włoskich w Rosji. Awansowany do stopnia generała brygady, w 1942 r. objął dowodzenie nad 132 Dywizją Pancerną „Ariete”. W 1943 r. brał udział w obronie Sycylii z 8 Armią włoską. Po kapitulacji Włoch aresztowany przez Niemców i przetrzymywany jako jeniec w latach 1943–1945, także w obozach na terenie okupowanej Polski. W styczniu 1945 r. został rozstrzelany przez Sowietów w wielkopolskim Rosku w tajemniczych okolicznościach.